# 류가죠 나나나의 매장금
류가죠 나나나의 매장금(일본어: 龍ヶ嬢七々々の埋蔵金)은 오토리노 카즈마가 쓰고 아카린고가 삽화를 맡은 일본의 라이트 노벨이다. 동명의 만화는 오쿠다 히토시가 맡았는데, 엔터브레인의 하미츠 코믹 클리어 웹 잡지에서 2012년 1월부터 연재를 시작했다. 텔레비전 애니메이션은 A-1 픽쳐스가 제작을 맡았는데, 2014년 4월 10일부터 후지 TV의 노이타미나 시간대에 방송중이다.

## 줄거리
"특별 학생 구역" 인공 섬인 나네에지마에서 이야기는 전개된다. 예쁘고 성격이 널널한 니트 소녀 류가조 나나나는 자신의 아파트에서 미스터리하게 죽어버린다. 10년 후, 야마 주고라는 소년은 강제로 섬의 고등학교로 전학을 왔다. 살아갈 만큼만의 돈을 가지고서, 주고는 저가 아파트를 선택하게 되는데, 단지 집으로 가고 있던 유령이 된 나나나에 의해 정신이 홀려버려서 움직일 수 없게 된다. 주고와 학교의 모험부는 나나나의 컬렉션을 위해 보물을 찾으러 가게 되는데, 그 보물에는 미스터리한 힘이 있다고 한다.